# KBTB
KBTB（88.9 FM）是位于美屬薩摩亞的一个非商业性教育广播电台，在2011年12月开播。发射地位于帕果帕果。该电台的广播执照于2012年1月发放，属于马里亚纳教育媒体服务公司。

## 概况
2007年10月，马里亚纳教育媒体服务公司向美国联邦通信委员会申请成立新电台的执照。2008年12月18日，美国联邦通信委员会同意设立这个电台。2011年12月26日被分配呼号为KBTB，2012年1月3日电台得到了广播执照。